# فرودگاه کینکاردین (الیس فیلد)
فرودگاه کینکاردین (الیس فیلد) (به انگلیسی: Kincardine (Ellis Field) Airport) یک فرودگاه خصوصی است . این فرودگاه در کشور کانادا قرار دارد و در ارتفاع ۲۸۲ متری از سطح دریا واقع شده است.